# Скандинавская модель

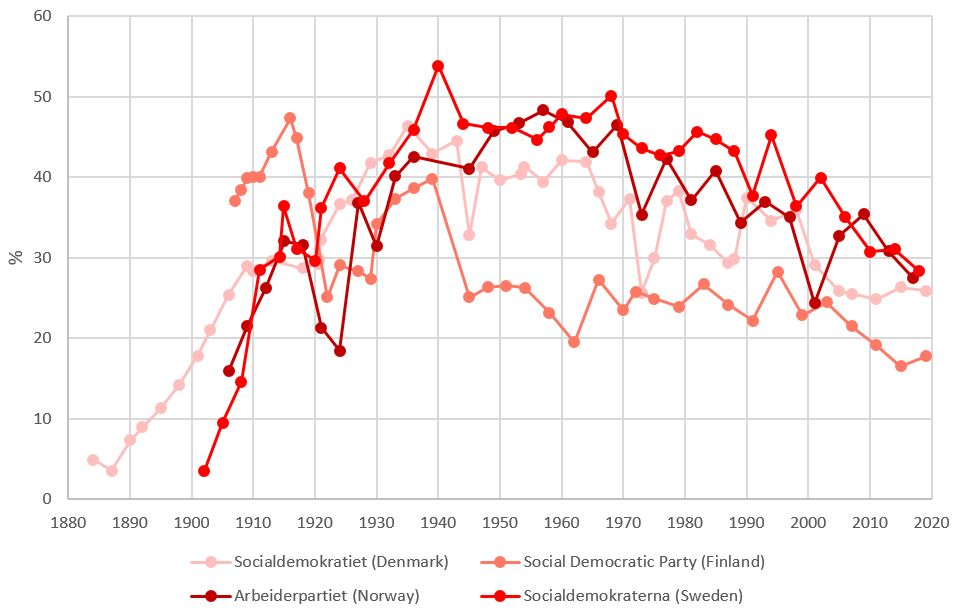

Скандинавская модель (также Шведская модель, Североевропейская модель, Североевропейская социал-демократия, Скандинавский социализм) — экономическая и социальная модели североевропейских стран (Дания, Исландия, Норвегия, Швеция и Финляндия).
Хотя существуют значительные различия между североевропейскими странами, все они имеют общие черты. В их числе — государство всеобщего благосостояния, направленное на повышение индивидуальной автономии, содействие социальной мобильности и обеспечение основных прав человека, а также на стабильность экономики. Скандинавская модель отличается от других типов социальных государств своим акцентом на максимизацию участия рабочей силы (всеобщая занятость) и гендерное равенство, эгалитарные и обширные социальные пособия, значительное перераспределение доходов и богатства.
Данная модель широкого общественного благосостояния в сочетании с присущим этим странам индивидуализмом была названа Ларсом Трагардом (Tragardh) из Университетского колледжа Ersta Sköndal «государственническим индивидуализмом». Иногда эту систему называют социалистической («скандинавский социализм»). При этом некоторые аналитики одновременно подвергают данную модель критике как чрезмерно капиталистический социализм, а некоторые и вовсе считают некорректным употребление термина «социализм» применительно к Скандинавии. Скандинавскую модель лучше всего можно охарактеризовать как своего рода «золотую середину». Она не является ни полностью капиталистической, ни социалистической, пытаясь объединить наиболее удачные элементы обеих систем. В 2013 году The Economist заявил, что страны Северной Европы имеют, вероятно, наилучшую систему управления в мире.
Каждая из североевропейских стран имеет свои собственные экономические и социальные модели, иногда с большими отличиями от своих соседей. Некоторые страны Северной Европы, например, экспериментировали с либерально-рыночными механизмами в последние 20 лет. В Швеции неолиберальная политика и снижение роли государственного сектора за последние десятилетия привела к самому быстрому росту неравенства среди стран ОЭСР. Однако Швеция по-прежнему остаётся одной из наиболее социально равных стран в мире.

## Обзор
В публикации «The Nordic Model — Embracing globalization and sharing risks» система характеризуется следующим образом:
- Развитая система социальной защиты в дополнение к общественным государственным услугам, таким как государственное всеобщее бесплатное образование и здравоохранение[11];
- Государственные пенсионные системы[11];
- Низкий уровень коррупции[11]. В 2017 году в Индексе коррупции Transparency International, все пять стран Северной Европы вошли в число 13-ти наименее коррумпированных из 180 стран списка[12];
- Высокий процент рабочих, входящих в профсоюзы. В 2010 году членами профсоюза были 69,9 % рабочих в Финляндии, 68,3 % в Швеции, и 54,8 % в Норвегии. Для сравнения членство в профсоюзах составляет 12,9 % в Мексике и 11,3 % в США[13];
- Партнёрство между работодателями, профсоюзами и правительством, причём эти социальные партнёры часто договариваются об условиях между собой, а не только через процедуры, установленные законом;
- Высокие пособия по безработице и досрочному выходу на пенсию. В 2001 году пособия по безработице были около 90 % от заработной платы в Дании и 80 % в Швеции, по сравнению с 75 % в Нидерландах и 60 % в Германии;
- Государственные расходы на здравоохранение и образование значительно выше в Дании, Швеции и Норвегии по сравнению с другими странами ОЭСР[14];
- Защита прав собственности и лёгкость ведения бизнеса[15];
- Низкие барьеры для свободной торговли[15]. Это сочетается с коллективным распределением рисков (социальные программы, институты рынка труда), которое защищает от рисков, связанных с экономической открытостью[11];
- Общая налоговая нагрузка (в процентах от ВВП) является одной из самых высоких в мире, в Швеции (51,1 %), в Дании (46 % в 2011 году)[16], и в Финляндии (43,3 %), по сравнению с другими странами, такими как Германия (34,7 %), Канада (33,5 %) и Ирландия (30,5 %).

## Тенденция развития модели
С 1990 по 2005 год обнаружилась общескандинавская тенденция уменьшения количества получателей социальных пособий. За тот же период число получателей социальных пособий в возрасте сократилось с 235,2 тысяч до 179,3 тысяч в Дании, со 178,3 до 150,6 тысяч в Норвегии, со 339,4 до 271,6 тысяч в Швеции. Доля получателей социальных пособий от общей численности населения старше 18 лет за этот период также уменьшилась: с 5,8 до 4,3 % в Дании, с 2,6 до 2,4 % в Исландии, с 5,3 до 4,2 % в Норвегии, с 5,0 до 3,8 % в Швеции. Исключением стала Финляндия, где число получателей социальных пособий возросло в 1990—2005 годах с 255,6 до 279,6 тысяч человек, а их доля в общей численности населения старше 18 лет поднялась с 5,9 до 6,7 %.

## Результаты
Швеция имела исключительно низкую безработицу вплоть до 1990-х годов. Однако инфляция была выше, чем в большинстве развитых стран, ВВП с 1970-х годов увеличивался медленнее, чем в ряде стран Западной Европы, производительность труда росла медленно.
С середины 1970-х годов в связи с обострением конкурентной борьбы на внешних рынках и глубоким кризисом производства некоторые отрасли шведской промышленности, попавшие в глубокий структурный кризис, стали получать большую государственную помощь. В связи с этим некоторые авторы заговорили о крахе шведской модели. Во второй раз о кризисе шведской модели иностранные и местные аналитики заговорили с начала 1990-х годов, когда безработица достигла 13 %, размер национального долга приблизился к объёму годового ВВП, а дефицит государственного бюджета достиг 11 %. Кроме этого, значительная иммиграция привела к появлению проблем ассимиляции мигрантов и усилила скрытую ксенофобию в шведском обществе.